# 胡綜
胡 綜（こ そう）は、中国三国時代の呉の政治家・武将。字は偉則。豫州汝南郡固始県の人。子は胡沖。

## 生涯
幼くして父を亡くし、母に従い江東に移った。14歳になると会稽太守であった孫策から門下循行に採り立てられ、孫権とともに学問を学んだ。
孫策死去後、孫権により金曹従事に任ぜられ、黄祖討伐の武功により鄂県県令となった。孫権が車騎将軍になると、胡綜が将軍府の書部となり、是儀や徐詳とともに国政の中枢を司った。
魏が呉を藩国とし、孫権が呉王に任ぜられると、是儀や徐詳らとともに亭侯に封ぜられた。劉備を攻めるため白帝城を攻撃することになった際、徴兵を行ない、右部督として左部督に任じられた徐詳とともに戦役に参加している。
黄武2年（223年）、賀斉とともに魏の晋宗を捕虜にした功績で建武中郎将に就任した。
黄龍元年（229年）、孫権が帝号を称し建業で正式に呉を建国すると、徐詳とともに侍中となり都郷侯として左右領軍を兼務した。黄龍2年（230年）、魏の隠蕃が呉に投降して、のちに隠蕃の謀反の計画が発覚した時の適切な評価と対応からさらに偏将軍を拝し、左執法を兼務して訴訟行政を担当している。なお、胡綜が偏将軍であった頃、朱桓に命を狙われたというエピソードがある。
公孫淵に対する使者派遣に関し、孫権と張昭が対立した際には両者の仲介を行なっている。
赤烏6年（243年）に死去。爵位は子の胡沖が継承している。

## 人物評価
胡綜は文章作成に優れており、呉を賞賛する辞賦を作ったほか、呉の行政文書や外交文書の作成を担当していた。
呉では、長官職にある者は両親の喪のために休職することを禁じられていたが、実際には禁令は守られていなかった。禁令について朝臣に諮った際には、胡綜は禁令を破った者を死刑にすべきであり、一人を処罰すれば見せしめになると上言している。孫権が胡綜の意見に従った結果、呉ではこの禁令を破る者はいなくなったという。